# Alberta Ski Jump Area
Alberta Ski Jump Area – kompleks skoczni narciarskich składający się z 5 obiektów: skoczni dużej K114, skoczni normalnej K89 oraz trzech mniejszych skoczni (K63, K38 oraz K15). Wszystkie oprócz największej wyłożone są igelitem, co umożliwia oddawanie skoków praktycznie przez okres całego roku.
Miasto było organizatorem Zimowych Igrzysk Olimpijskich w 1988 roku (wówczas dwukrotnym złotym medalistą został Fin Matti Nykänen). W 1997 r. w Calgary odbyły się mistrzostwa świata juniorów, były to ostatnie większej rangi zawody na tych skoczniach.
Obecnie duża skocznia jest nieużywana. Na normalnym obiekcie rozgrywa się konkursy letniej serii Pucharu Kontynentalnego oraz zawody kobiece.